# Lhünce (miasto)
Lhünce – miasto położone w północno-wschodnim Bhutanie, w dystrykcie Lhünce.